# Kamejros

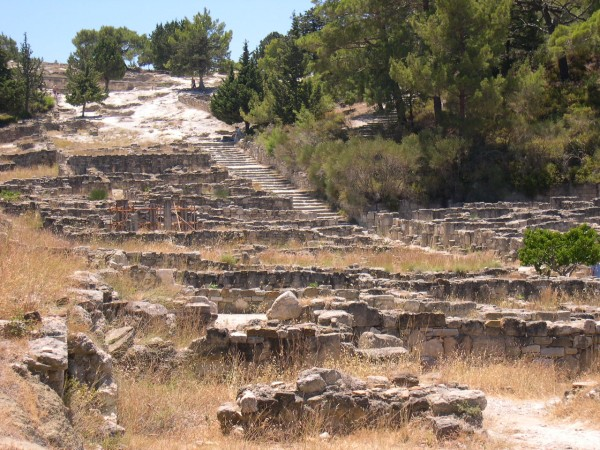
Ruiny Kamejros

Kamejros (gr. Κάμειρος, łac. Camirus) – starożytne doryckie miasto leżące na wyspie Rodos, wchodzące w skład heksapolis.
Miasto było położone w nadmorskiej dolinie, którą zajmowała agora, dzielnice mieszkalne wspinały się zaś na zbocza doliny. Kamejros, wspólnie z Ialissos i Lindos, stworzył w 408 p.n.e. silne państwo na Rodos, zachowując swoją odrębność polis w sprawach wewnętrznych. 
Kamejros było miejscem urodzenia poety Pizandra.